# NGC 1100
NGC 1100 é uma galáxia espiral barrada (SBa) localizada na direcção da constelação de Eridanus. Possui uma declinação de -17° 41' 19" e uma ascensão recta de 2 horas, 45 minutos e 35,9 segundos.
A galáxia NGC 1100 foi descoberta em 1886 por Frank Leavenworth.